# Linn Grant
Linn Maria Grant, född 20 juni 1999, är en svensk golfspelare som spelar på LPGA Touren och Ladies European Tour. Som amatör vann hon Ladies' British Open Amateur Stroke Play Championship.
Grant är barnbarn till James Grant, en skotsk golfare som emigrerade från Inverness i Skottland till Helsingborg.
I juli 2023 vann hon sin första titel på LPGA-touren, när hon gick 18 under par vid  Dana Open.
Vann Scandinavian Mixed 2024.